# EFT

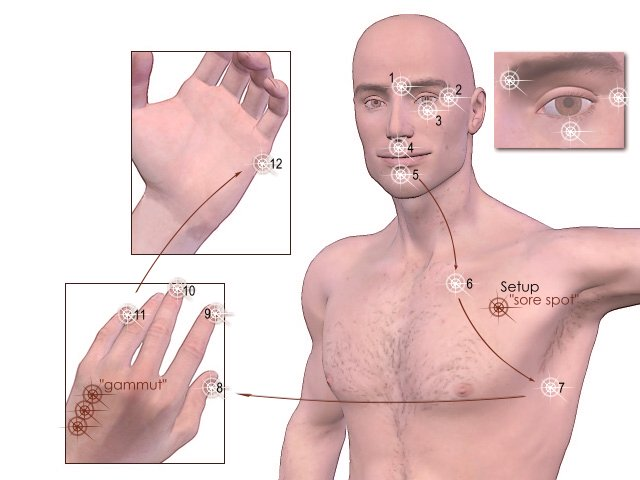
EFTにおいてタッピングされる経穴

EFT（Emotional Freedom Techniques）は、中国医学の鍼治療、神経言語プログラミング、エネルギー療法、中国医学・アプライドキネシオロジーを取り入れた思考場療法（TFT）などの代替医学・民間セラピー・自己啓発法の様々な理論を取り入れた非主流科学のセラピー、カウンセリングの介入の一形態である。鍼治療で鍼を刺す経穴をタッピングして行う。Gary Craigが1990年代後半に出版した EFT Handbook や、支持者たちによる様々な書籍やワークショップで知られている。EFTや同様のテクニックは、しばしば「エネルギー心理学」のひとつとして議論されている。日本では、エモーショナル・フリーダム・テクニック、感情解放テクニック、などと称する文献がある。
21世紀初頭には、一般に疑似科学とみなされており、臨床心理学で支持されていないとされ、EFTにはプラセボを超えた効果は認められていないとする2013年のレビューが存在する。一方で2016-2017年のシステマティック・レビューは、複数のランダム化比較試験を発見しており、不安、うつ病、PTSDに対する有効性を確認した。メタアナリシスでは偽のタッピングを行った活性プラセボよりも、真のタッピングの方が高い効果を示している。

## 方法
感情の問題の治療に用いることができると主張されている。リッカート尺度による感情的な反応の強さを評価し、「セットアップフレーズ」「リマインダーフレーズ」と呼ばれる文章を読み上げながら経穴を刺激し、感情の強さを再測定して終わる。支持者たちは、EFTのテクニックで、身体的・心理的な不具合を広く治療することができ、自分でできる簡単なセラピーでもあると主張している。

## 議論
2000年にサイコップの雑誌 Skeptical Inquirerでは、反証可能性の欠如、症例への依拠、インターネットと口コミによる積極的な宣伝を理由に、EFTを疑似科学に分類している。EFTの創始者クレイグは、経穴のタッピングは経路のエネルギーの流れを操作し、混乱を解放するのだと主張している。鍼師が用いる経穴のなかにはEFTでは用いられないものもたくさんあり、そのような経穴をタッピングすることは偶発的効果を引き起こすかもしれないと示唆されている。懐疑主義者は、そのような議論はEFTを科学的方法によって検証できないものにしているので、いくら有用だと考える者がいようと、疑似科学に分類するべきだと主張している。さらに Skeptical Inquirer では、体に流れる生命エネルギーを意味する中国医学の気を中心にした様々な情報源の概念の寄せ集めであり、この生命エネルギーの実在は経験的に支持されていないと2003年に述べている。
2003年までの文献が提示されたSkeptic's Dictionaryや、2003年のQuackwatchの記事では、前身となる思考場療法 (TFT) と共にこの治療を避けるよう警告されている。2006年には専門家グループなどに反復型アンケートを実施し、組織的に集約・洗練する意見収束技法デルファイ法を用いて評価したEFTのスコアは、5段階中3.8で、3.0が「おそらく信用に値しない（possibly discredited）」で、4.0が「ほぼ信用に値しない（probably discredited）」である。心理学における擬似科学的実践を調査した2003年の書籍では、EFTがいくつかの「非主流科学精神療法の実践」の1つに挙げられており、また2013年の精神医学ハンドブックでは、EFTには「疑似科学のすべての特徴」があるとされた。
EFTの効果は、経穴をタッピングすることによる仮想の「エネルギー経路」の操作ではなく、「より伝統的な治療法と共通する特徴」によるという考えもある。1996年の文献によれば、経穴や経路の解剖学・組織学的根拠はまったく知られていない。オリバー・バークマンは2007年に、複雑な順序で体をタッピングする動作は気持ちをまぎらわせてストレス緩和の可能性があると示唆した。
エネルギー心理学者の David Feinstein は2008年にエネルギー心理学は「様々な心理的状況に対して迅速かつ強力な治療法である」とレビューしたが、EFTに効果が見られないと結論付けた論文を無視しており、エネルギー療法の商品や書籍をウェブサイトで販売していることを開示しなかった利益相反行為があり、貧弱な研究であると広い批判を受けた。Feinsteinによるレビューは、不十分な根拠に基づく医療が誤解と混乱を招いた一例であると批判された。Feinsteinは2012年にも同様のレビューを行い、翌年Bakkerから同様の批判を受けている。
Feinstein によれば、中医学の科学的証拠は否定されているものではなく、特に経穴を刺激する鍼灸では2018年までに様々なシステマティックレビューが実施され122の病状のうち46病状で中程度から質の高い証拠が確認されているし、EFTについても2010年代には有効性についての研究が急増してきた。

## 研究品質
Bakkerによる2013年の批判的吟味によれば、EFTの支持者たちは、EFTのメカニズムが不明瞭であるにもかかわらず、科学的信頼性の追求に強い興味を持ち有効だと説明しようとしてきた。しかし、BakkerによればEFTの有効性は、プラセボ対照試験のような質の高い研究によって全く確認されていないとされた。
一方で2016年のシステマティック・レビューでは、14のランダム化比較試験 (RCT) が見つかり、比較対照となった治療の効果の大きさを考慮しても、EFTに不安を減少する効果が確認された。EFTとほかの治療法とを比較するための証拠は欠けているとされた。同年のうつ病に対してのシステマティック・レビューでは、12のRCTがあり効果が確認された。2017年のシステマティック・レビューは、PTSDに対する有効性を評価し、7つのRCTがあり効果が確認された。偽のタッピングを行った活性プラセボを用いた複数の対照試験のメタアナリシスから、真のタッピングの方が高い効果を示した。
個別の研究である。2011年にPTSDに対して、EFTをEMDRと比較するRCTが行われた。対照群の設置を補うために両方の治療グループは治療前に8週間の待機が行われ症状に変化がないことが確認された。どちらの処置を受けたグループも似たような改善が見られたが、顕著な臨床的変化はEMDRのほうが少し高かった。著者たちは、EFTには瞑想・催眠のような性質があるため、効果がどんな要因によるものであるかさらに研究することを提言している。
EFTに肯定的な研究は、Counseling and Clinical Psychologyや、International Society for the study of Subtle Energies & Energy Medicine Journalに発表されたものや、Daniel J. Benorら、Wells Sらによるものがある。